# Université médicale chinoise (Taïwan)
L'université médicale chinoise (en mandarin : 中國醫藥大學, Zhōngguó yīyào dàxué) est une université taïwanaise située à Taichung, une ville du centre-ouest de l'île de Taïwan.

## Historique
Créée en 1958 sous le nom Collège médical chinois (中國醫藥學院) elle est renommée sous son nom actuel en 2003.
Parfois surnommée Université Chine drogue, elle est réputée pour ses études en médecine, notamment dans le domaine des drogues.